# Bananarama
Bananarama je britanski glazbeni sastav koji je postao popularan 1980-ih godina zahvaljujući velikim uspješnicama kao što su Cruel Summer i Robert DeNiro’s Waiting.
Sastav su osnovale tri prijateljice, Siobhan Fahey, Keren Woodward i Sara Dallin u Londonu 1981. godine. Uz pomoć bivših članova punk grupe Sex Pistols, Stevea Jonesa i Paula Cooka, snimile su demopjesmu Aie a Mwana koja je postala svojevrsni hit u londonskim klubovima a djevojkama donijela ugovor s poznatom izdavačkom kućom London Records. Sastav je bio na vrhuncu popularnosti između 1984. i 1989. godine.
Njihov prvi album Deep Sea Skiving (1983.) imao je nekoliko manjih hitova kao što su Really Saying Something i Shy Boy. 
Sljedeći album, naslovljen "Bananarama" (1984.), proslavio je sastav širom svijeta a sadržao je i njihove do sada najveće hitove: Cruel Summer i Robert De Niro's Waiting. Pjesma Cruel Summer je korištena u filmu Karate kid (1984.). Najveći hit imale su 1986. s pjesmom Venus koja je bila broj 1 u SAD-u.
Siobhan Fahey je napustila sastav 1988. godine, a njena nasljednica Jacquie O'Sullivan je bila članicom u periodu 1988. – 1991.
Trenutna postava grupe su Keren Woodward i Sara Dallin 1991. – 2016.
Bananarama je do 2002. godine prodala preko 40 milijuna albuma diljem svijeta. 
2017. se povodom turneje po V. Britaniji i SJ. Irskoj Siobhan Fahey ponovno vratila u grupu.

## Diskografija
Studijski albumi
- Deep Sea Skiving (1983.)
- Bananarama  (1984.)
- True Confessions (1986.)
- Wow! (1987.)
- Pop Life (1991.)
- Please Yourself (1993.)
- Ultra Violet (1995.)
- Exotica (2001.)
- Drama (2005.)
- Viva (2009.)
- In Stereo (2019.)
- Masquerade (2022.)

Kompilacije
- Greatest Hits Collection (1988.)
- 30 years of Bananarama (2012.)
- In a Bunch: CD Singles Box Set – 1981–1993 (2015.)
- Glorious: The Ultimate Collection (2024.)

## Vanjske poveznice
- Službena stranica
- Stranica posvećena Bananarami